# Benzil klorid
Benzilklorid ali α-klorotoluen ([molekulska formula]]: C7H7Cl; kemijska formula: C6H5CH2Cl)  je organska spojina. Ta bistra, jedka, hlapna brezbarvna tekočina, z ostrim vonjem močno reagira s snovmi, ki povzročajo požar. Pri kontaktu s kovinami, kot so železo, cink in aluminij lahko kondenzira. Nastanejo smolnati produkti in se tvori klorovodik, ki lahko povzroči zaradi tlaka, naraščajoče temperature in hitrosti reakcije, eksplozijo posode. Zato benzilklorid transportiramo stabiliziran. 

## Lastnosti
Snov ima tališče pri -41,2 °C, vrelišče pri 179,3 °C, vnetišče pri 585 °C in plamenišče pri 52 °C.
Lahko povzroči raka, prav tako škodljiv pri užitju in strupen pri vdihavanju. Draži dihala in kožo. Povzroča hude poškodbe oči. Pri dolgotrajni izpostavljenosti pride do hudih okvar zdravja.
V primeru zaužitve snovi obstaja nevarnost hude poškodbe želodca. Usta je treba sprati z vodo. Ponesrečenec naj pije veliko vode, izzvati bruhanje, takoj poiskati zdravniško pomoč. Očistiti kožo od izbljuvkov.
Pride lahko do zastrupitve skozi kožo, zaradi resorpcije. Lahko pride tudi do okvar jeter in ledvic.
Burne reakcije so možne z alkalnimi kovinami, zemljoalkalijskimi kovinami (tvorijo se strupeni plini in pare), močnimi oksidanti, amidi, snovmi s katalitskim učinkom, ter z mnogimi anorganskimi in/ali organskimi spojinami. Nevarnost eksplozije s polimerizacijskimi iniciatorji.

## Gašenje
Za gašenje velikih in malih požarov se uporablja aparate na ogljikov dioksid, prah ali peno.